# Servo suo
Servo suo è un film del 1973 diretto da Romano Scavolini.

## Trama
Il professor Martin, un insegnante inglese residente a Palermo e caduto in difficoltà economiche, si adatta a dare delle ripetizioni della propria lingua madre al figlio di don Calogero, un mafioso. L'uomo prende a cuore il figlio di don Calogero in quanto paralitico; ma questo non frena il padre del ragazzo dall'esigere da lui una richiesta che va oltre il semplice insegnamento.
Don Calogero incarica il professor Martin di commettere un omicidio nella città di Amsterdam ai danni di un certo Pizzuto, un boss rivale che va tolto di mezzo a qualsiasi costo. Martin, non potendo rifiutarsi in quanto, già compromesso a causa di una vecchia faccenda che riguarda la madre mentalmente malata, è costretto ad accettare l'incarico.
Martin è costretto a sottoporsi a un duro periodo di tirocinio che lo rende freddo e spietato, il suo addestramento lo rende inoltre impassibile nell'evitare di uccidere tutti coloro che gli sbarreranno la strada e, una volta giunto a destinazione, tra mille peripezie, rimane bloccato da un fatto nuovo che non conosceva: il figlio di Pizzuto.
Puntando l'arma contro Pizzuto, Martin nota che anche il figlio che è nelle medesime condizioni di quello di don Calogero, e mosso da compassione, non riesce a mantenere la freddezza necessaria per compiere il delitto. Il temporeggiare del professore però, si rivela fondamentale per la sopravvivenza del Pizzuto e di suo figlio, che con un'abile mossa, estrae una pistola e spara contro Martin che lo uccide sul colpo.